# Метанівська сільська рада
| Метанівська сільська рада — колишній орган місцевого самоврядування у Теплицькому районі Вінницької області з адміністративним центром у с. Метанівка. Сільській раді підпорядковані населені пункти: - с. Метанівка |

## Склад ради
Рада складалася з 12 депутатів та голови.
| ПІБ                          | Основні відомості                                                 | Дата обрання | Дата звільнення |
| ---------------------------- | ----------------------------------------------------------------- | ------------ | --------------- |
| Тищенко Іван Іванович        | Сільський голова, 1949 року народження, освіта, безпартійний      | 26.03.2006   | 31.10.2010      |
| Мазуренко Володимир Павлович | Сільський голова, 1964 року народження, освіта вища, безпартійний | 31.10.2010   |                 |

Примітка: таблиця складена за даними джерела